# Info wars
Info wars es una película documental sobre la generación Internet y el activismo a través de ella. Trata sobre las controversias alrededor del DeCSS, la página web Voteauction, la cual ofrecía a los norteamericanos un lugar donde vender sus votos a la puja más alta durante las elecciones presidenciales del 2000, Al Gore vs. G.W. Bush.
También comenta sobre toywar, y muestra los modos de activismo desde grupos como ®™ark, The Yes Men y el "Electronic Disturbance Theater" de Ricardo Domínguez.
La película fue producida por Parallel Universe en la Unión Europea en 2004.

## Más enlaces
- Digital Millennium Copyright Act (DMCA)
- Content-scrambling system (CSS)
- 2600: The Hacker Quarterly
- Jon Lech Johansen
- Electronic Frontier Foundation (EFF)
- Hacktivismo
- Los guardianes de la libertad de Noam Chomsky